# Enderleinphora fuscohalterata
Enderleinphora fuscohalterata är en tvåvingeart som först beskrevs av Günther Enderlein 1912.  Enderleinphora fuscohalterata ingår i släktet Enderleinphora och familjen puckelflugor. Inga underarter finns listade i Catalogue of Life.